# Rosilna, Bohorodceanî
Rosilna (în ucraineană Росільна) este o comună în raionul Bohorodceanî, regiunea Ivano-Frankivsk, Ucraina, formată numai din satul de reședință.

## Demografie
Componența lingvistică a comunei Rosilna
     Ucraineană (99,63%)
     Alte limbi (0,34%)
Conform recensământului din 2001, majoritatea populației comunei Rosilna era vorbitoare de ucraineană (99,63%), existând în minoritate și vorbitori de alte limbi.